# Notgrund, Åbo
Notgrund (finska: Rajakari) är en klippa i Finland.   Den ligger i Åbo kommun i landskapet Egentliga Finland, i den sydvästra delen av landet, 160 km väster om huvudstaden Helsingfors.